# Ilu-Mer
Ilu-Mer (in accadico, 𒀭𒈨𒅕, Ilu-Me-er; fl. XXII secolo a.C.) è stato un sovrano dell'Assiria.